# Prix international Théophile-Legrand de l’innovation textile
Le prix international Théophile-Legrand est un prix décerné depuis 2009 destiné à favoriser l’innovation textile et la recherche liée au textile.

## Liste des lauréats
- 2009 - Aurélie Cayla, doctorante en science des matériaux à l’université Lille I, inventrice d'un « textile capteur de températures »[1].
- 2010 - Gauthier Bedek, inventeur d'un textile « auto-rafraichissant »[2].
- 2011 - Munir Ashraf, inventeur d'un textile « auto-nettoyant et antibactérien »[3].
- 2012 - Pierre-Alexandre Bourgeois, Docteur à l'Institut de recherches sur la catalyse et l'environnement de Lyon de l’université Claude-Bernard-Lyon-I, inventeur d'un « textile dépolluant »[4].
- 2013 - Coralie Marchand, Docteur en mécanique au Laboratoire de Physique et Mécanique Textiles de l’Université de Haute Alsace à Mulhouse et à l’Ecole Nationale Supérieure d’Ingénieurs Sud-Alsace (ENSISA), inventrice d'une prothèse de « stent valvulaire » en fibre textile[5]